# Bryce Moon
Bryce Moon (* 6. April 1986 in Pietermaritzburg, Südafrika) ist ein ehemaliger südafrikanischer Fußballspieler, der auf der Position des rechten Außenverteidigers spielte.
Bryce Moon begann seine Profikarriere 2004 beim nordirischen Verein Coleraine FC, wo er für eine Saison spielte. Nach drei Spielzeiten bei Ajax Cape Town aus Südafrika wechselte Moon 2008 zum griechischen Verein Panathinaikos Athen. 2010 kehrte er zurück nach Südafrika, wo er 2017 seine Karriere beendete. 
Ab 2007 war Moon für die Südafrikanische Nationalmannschaft aktiv und kam für diese auf 17 Länderspiele.
Am 12. April 2013 wurde er vor dem Magistratsgericht Randburg der fahrlässigen Tötung für schuldig befunden. Moon war 2009 in einen Autounfall verwickelt, bei dem eine 25-jährige Frau ums Leben kam.

## Karriere
| Zeitraum  | Verein                                  |
| --------- | --------------------------------------- |
| 2004–2005 | Coleraine FC                            |
| 2005–2008 | Ajax Cape Town                          |
| 2008–2009 | Panathinaikos Athen                     |
| 2009–2010 | PAOK Thessaloniki (Leihe)               |
| 2010–2011 | Golden Arrows (Leihe)                   |
| 2011–2013 | SuperSport United                       |
| 2012–2013 | Bidvest Wits (Leihe)                    |
| 2013–2015 | Mamelodi Sundowns                       |
| 2015      | Platinum Stars (Leihe)                  |
| 2015–2016 | Mpumalanga Black Aces/Cape Town City FC |
| 2016–2017 | Maritzburg United                       |

## Erfolge
- ABSA Cup: 2007